# Eremotylus costalis
Eremotylus costalis là một loài tò vò trong họ Ichneumonidae.